# الرصافة (حماة)
الرصافة قرية سورية تتبع ناحية مركز مصياف في منطقة مصياف في محافظة حماة. بلغ عدد سكانها 1608 نسمة في عام 2004 حسب إحصاء المكتب المركزي للإحصاء.

## معرض صور

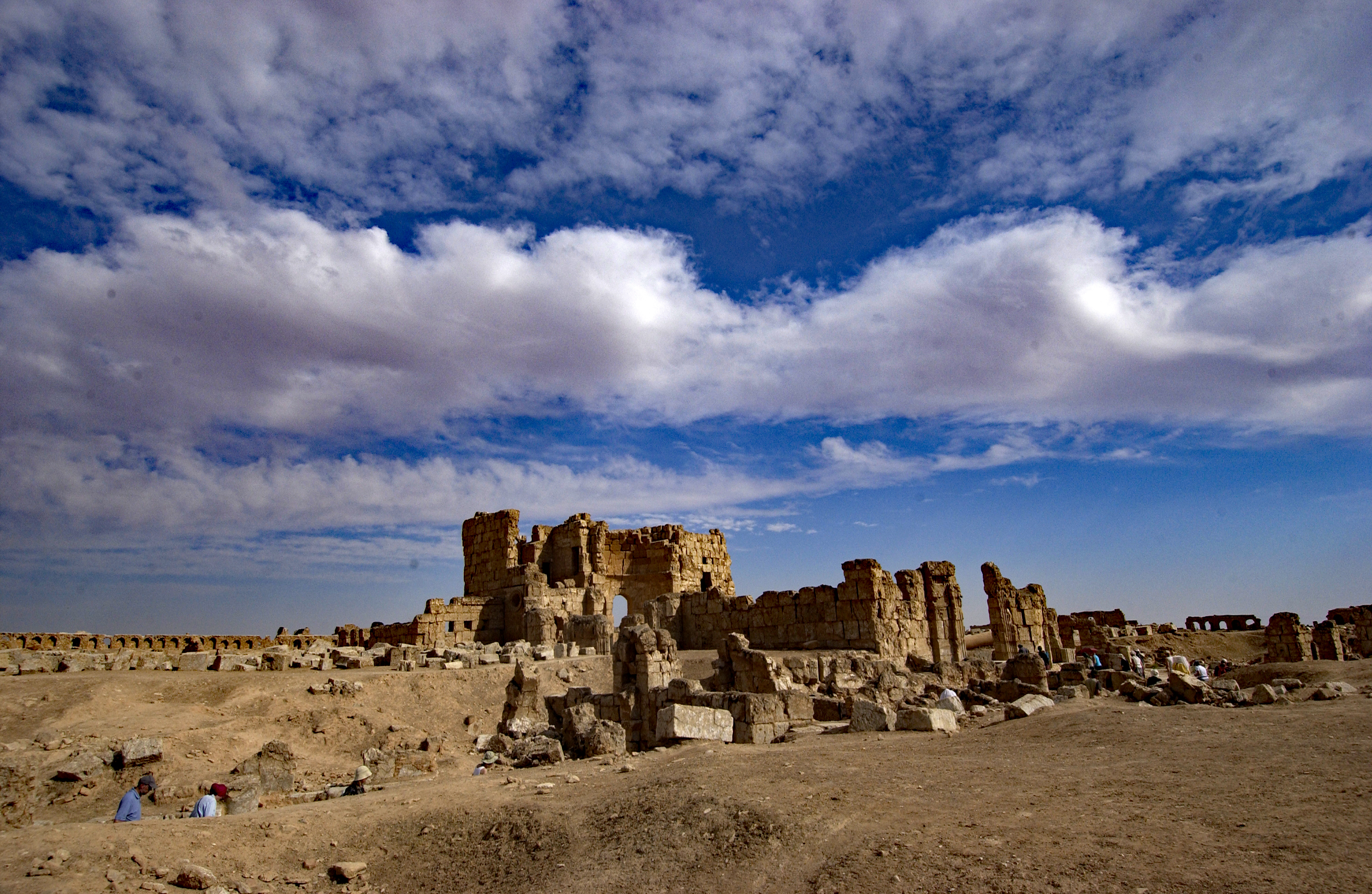
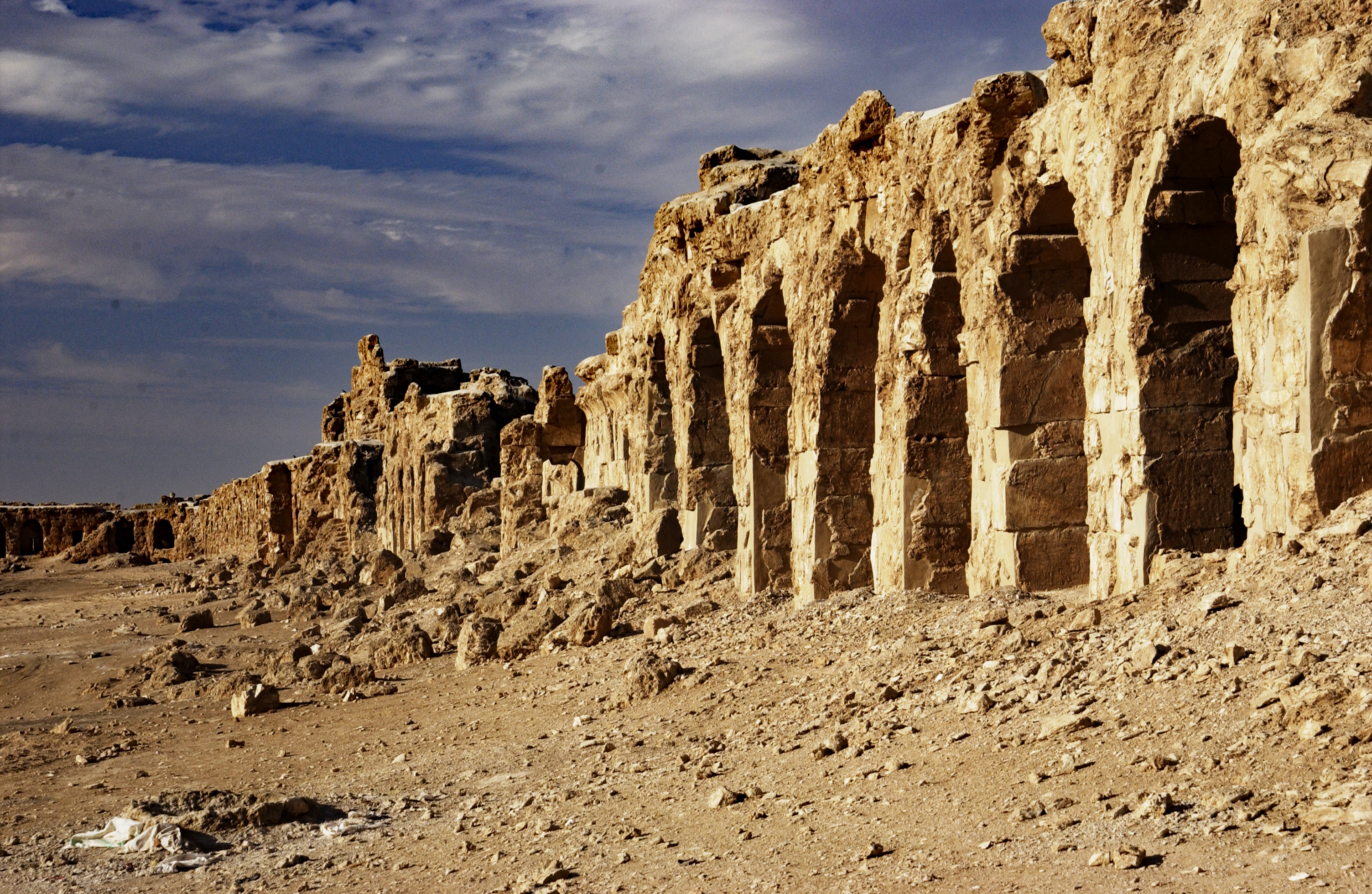
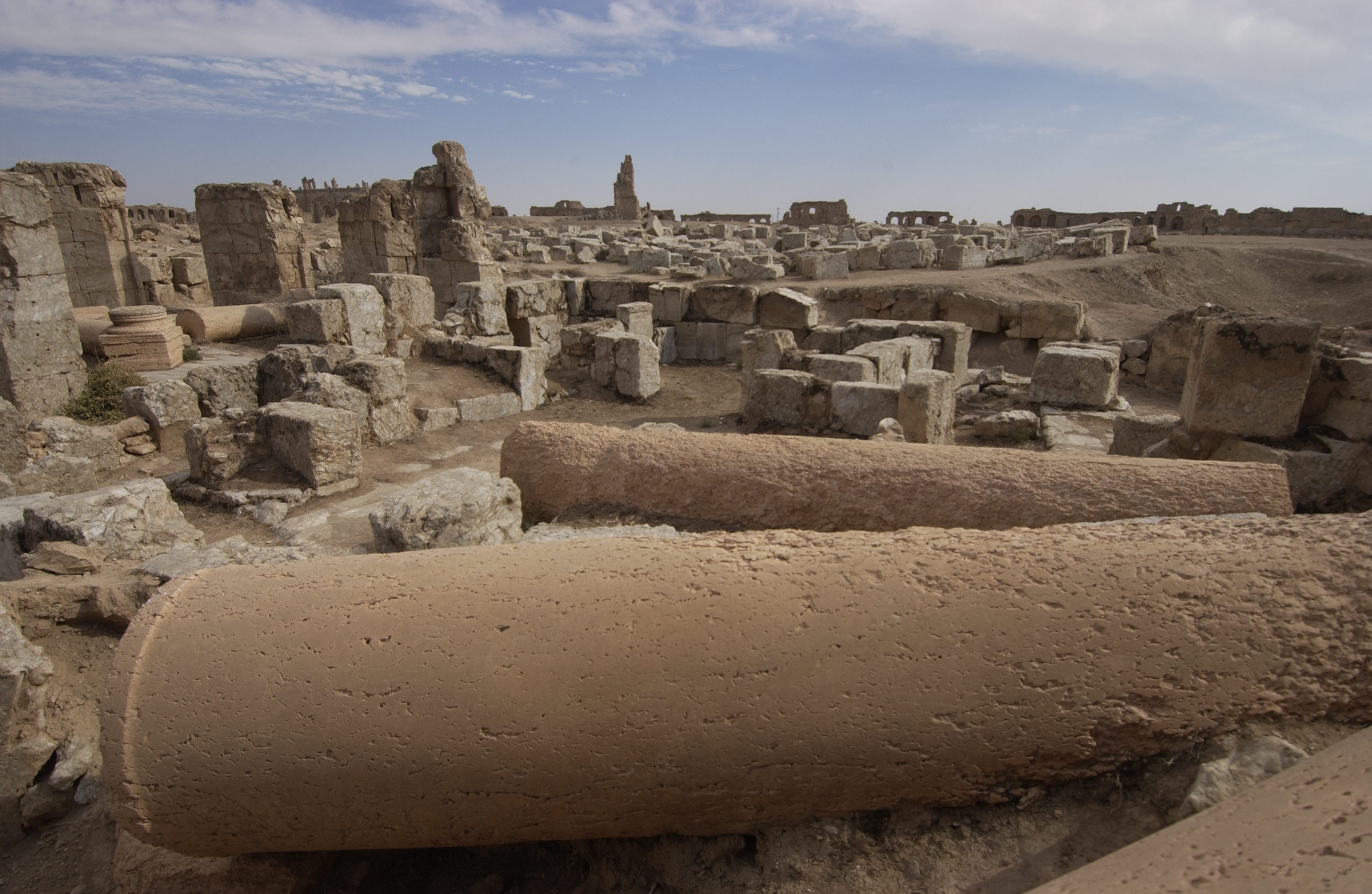
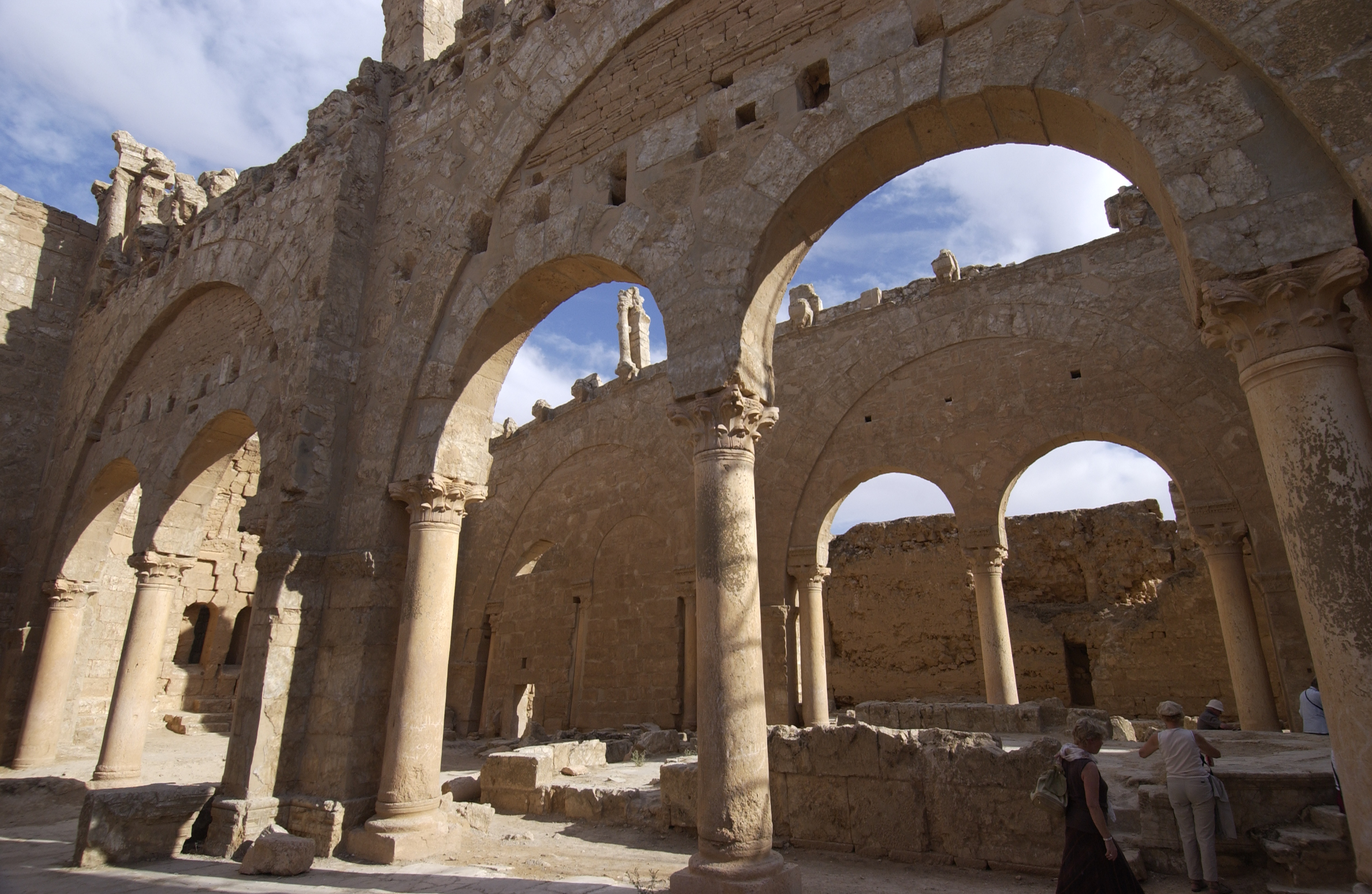

## وصلات خارجية
- الوحدات الإدارية في محافظة حماة